# Argolide
Pour les articles homonymes, voir Argolide (fleuve).
L’Argolide (en grec moderne Αργολίδα / Argolída, en grec ancien et katharévousa Ἀργολίς / Argolís) est une péninsule de Grèce, bordée au nord par le golfe Saronique et au sud par le golfe Argolique, située dans la péninsule du Péloponnèse.
Elle est constituée d'une série de collines calcaires, couvertes de maquis, garrigue, pinèdes et olivettes. Les plaines côtières sont fertiles. On y cultive les orangers et autres agrumes.
Une grande partie de la péninsule forme depuis 2010 un district régional de la périphérie du Péloponnèse, dont la capitale est Nauplie, tandis que celle située le long du golfe Saronique est rattachée au district régional des îles dépendant de la périphérie de l'Attique.

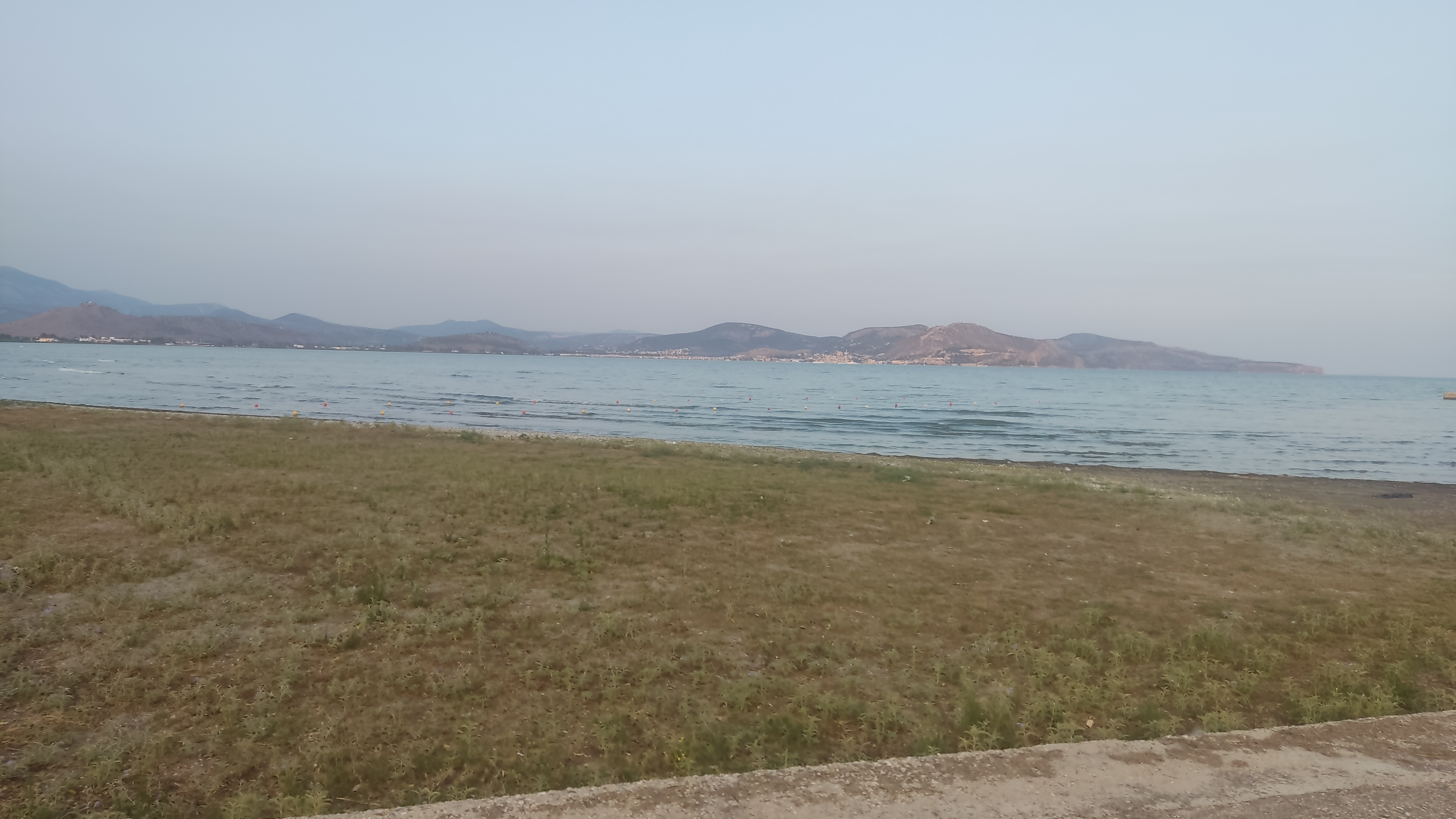
Vue sur le golfe Argolique, avec Nauplie visible

## Mythologie
Poséidon essaya de prendre l’Argolide à Héra. Il était prêt à combattre encore, refusant de comparaître devant ses pairs olympiens, qui, disait-il, étaient prévenus contre lui. En conséquence, Zeus soumit l'affaire aux dieux-fleuves Inachos, Céphise et Astérion, dont le jugement fut en faveur d'Héra.
Peuplée aux origines par les Pélasges, l'Argolide appartient ensuite aux Inachides. Danaos fils de Bélos, les en chasse et leur substitue la dynastie des Bélides. Après la mort d'Abas, l'Argolide est partagée entre ses fils jumeaux Proétos et Acrisios : ce dernier règne à Argos.
Se succèdent alors sur le trône d'Argos, Persée petit-fils d'Acrisios, Sthénélos fils de Persée et Eurysthée fils de Sthénélos et oncle d'Héraclès.
Les Pélopides y règnent ensuite au détriment d'Héraclès et de ses descendants. Agamemnon, petit-fils de Pélops et fils d'Atrée, possède Argos au temps de la guerre de Troie.
Quand les Héraclides reviennent dans le Péloponnèse, Argos échoit à Téménos.

## Histoire

### Antiquité
Dans l'Antiquité, l'Argolide (it) comprenait, outre l'État d'Argos, la Trézénie, l'Épidaurie et l'Hermionie. Ses villes principales étaient Argos, Mycènes, Tirynthe, Nauplie, Trézène, Hermione et Épidaure.
Au début des âges obscurs (1200-800/750 av. J.-C.), les cités les plus importantes de la région sont Argos et Mycènes. Au début du XIe siècle av. J.-C., le site de Mycènes subit d'importantes destructions. Mycènes joue depuis un rôle mineur dans le monde grec. Argos devient quant à elle une grande puissance qui réussit à soumettre une grande partie du Péloponnèse, devenant ainsi l'une des plus puissantes cités du monde grec, jusqu'à la mort de son roi Pheidon, au milieu du VIIe siècle av. J.-C.
Pendant le VIIe siècle av. J.-C. et au-delà, cette contrée est longtemps soumise aux Spartiates.
En 233 av. J.-C., l'Argolide se réunit à la Ligue achéenne ; elle succombe avec elle en 146 av. J.-C.

### Moyen-Âge et époque moderne
Ensuite, elle appartient successivement aux Romains devenus byzantins, puis, à partir du XIIIe siècle, aux princes croisés, à Venise, et à l'Empire ottoman au XVe siècle. À partie du XVIIe siècle une partie de la région est repeuplée par des chrétiens d'origine albanaise venus d'Épire.

### Époque contemporaine
Elle participe à la guerre d'indépendance grecque dès 1821 et rejoint le premier État grec moderne.
Durant la Seconde Guerre mondiale, l'Argolide fut d'abord occupée par les troupes italiennes, puis, après le retrait de celles-ci en octobre 1943, allemandes. Les nazis fusillèrent des résistants et otages, et déportèrent les juifs grecs. Dans les dernières phases de la Seconde Guerre mondiale, les troupes britanniques occupèrent Nauplie et la côte. L'Argolide fut épargnée par la guerre civile grecque.
Jusqu'en 1970 l'Argolide reste une région essentiellement agricole, puis l'essor du tourisme et le développement des industries (notamment agro-alimentaires) permettent un certain essor économique, du moins jusqu'à la crise financière des années 2010, due à la dérégulation mondiale et aux endettements de la Grèce, en partie consécutifs aux Jeux olympiques de 2004. En Argolide comme ailleurs, le recul de l'agriculture de proximité et le développement de l'agro-industrie ont nécessité des investissements qui sont loin d'être amortis, la qualité des sols, la pluviosité et la productivité n'étant pas équivalentes à ce que l'on peut observer et obtenir en Basse-Saxe, en Flandre ou en Normandie.

## Dèmes (municipalités)
Depuis le programme Kallikratis de 2010, les dèmes suivants font partie de l'Argolide : 

Dèmes du district régional d'Argolide

| Dèmes (municipalités) | Chef-lieu                                        | Districts municipaux | YPES code | Chef-lieu (si nom différent) | Code postal |
| --------------------- | ------------------------------------------------ | -------------------- | --------- | ---------------------------- | ----------- |
| 2. Argos-Mycènes      | Árgos (siège historique : Mycènes)               | Argos                | 0402      |                              | 212 00      |
| 2. Argos-Mycènes      | Árgos (siège historique : Mycènes)               | Achladókampos        | 0405      |                              | 210 57      |
| 2. Argos-Mycènes      | Árgos (siège historique : Mycènes)               | Aléa                 | 0401      | Skotiní (el)                 | 205 00      |
| 2. Argos-Mycènes      | Árgos (siège historique : Mycènes)               | Koutsopódi           | 0408      |                              | 210 00      |
| 2. Argos-Mycènes      | Árgos (siège historique : Mycènes)               | Lerne                | 0410      | Mýloi                        | 212 00      |
| 2. Argos-Mycènes      | Árgos (siège historique : Mycènes)               | Lyrkía               | 0411      |                              | 210 58      |
| 2. Argos-Mycènes      | Árgos (siège historique : Mycènes)               | Mycènes              | 0413      |                              | 212 00      |
| 2. Argos-Mycènes      | Árgos (siège historique : Mycènes)               | Néa Kíos             | 0415      |                              | 210 53      |
| 3. Épidaure           | Asklipiío (siège historique : Ancienne Épidaure) | Asklipiío            | 0404      | Lygourió                     | 210 52      |
| 3. Épidaure           | Asklipiío (siège historique : Ancienne Épidaure) | Épidaure             | 0406      | Ancienne Épidaure            | 210 54      |
| 4. Hermionide         | Kranídi                                          | Hermione             | 0407      |                              | 210 51      |
| 4. Hermionide         | Kranídi                                          | Kranídi              | 0409      |                              | 213 00      |
| 1. Naupliens          | Nauplie                                          | Asini                | 0403      | Drépano                      | 210 60      |
| 1. Naupliens          | Nauplie                                          | Midea                | 0412      | Agía Triáda                  | 210 55      |
| 1. Naupliens          | Nauplie                                          | Nauplie              | 0414      |                              | 211 00      |
| 1. Naupliens          | Nauplie                                          | Nouvelle-Tyrinthe    | 0416      | Tirynthe                     | 211 00      |